# Liste der Wanderwege in Portugal
In Portugal existieren eine Vielzahl Wanderwege in allen Regionen des Landes und seiner Inselregionen Madeira und den Azoren.

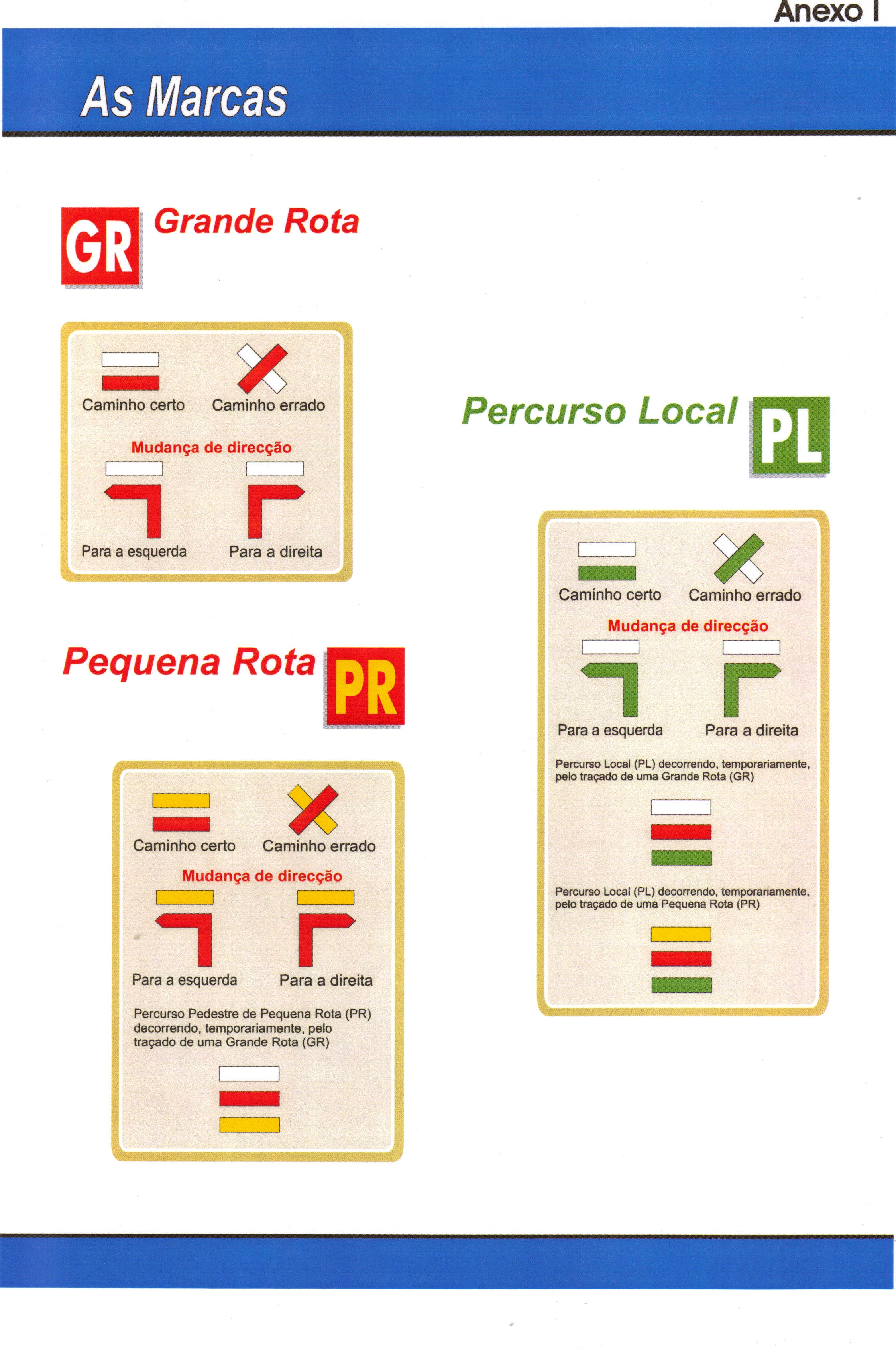
Beschilderungssystem der Wanderwege in Portugal

Überregional bekannt sind vor allem die Weitwanderwege, die GR (Grande Rota, dt.: Große Route). Neben den Weitwanderwegen gibt es eine Vielzahl kürzerer, teils thematisch ausgerichteter Wanderwege, die mit PR (Pequena Rota, dt.: kleine Route) bezeichnet sind, und die weniger als 30 km lang sind oder einen Tagesmarsch nicht überschreiten. Sie alle werden von der Federação de Campismo e Montanhismo de Portugal (FCMP), dem nationalen Dachverband, qualifiziert und registriert. Neben ihrer schlichten Nummerierung tragen sie noch einen thematisch-räumlich aussagekräftigen Namen.
Neben den PR gibt es lokale PL (Pedestres Locais, dt. etwa: lokale Fußwege), eine 2006 geschaffene Kategorie für Wege, die vollständig oder überwiegend durch eine oder benachbarte Ortschaften führen, also als Ortsrundwege gemeint sind. Diese werden nicht durch die FCMP nummeriert und sind daher hier nicht mit aufgeführt.

## Liste der Weitwanderwege (GR)
Neun Weitwanderwege mit 29 Teilstrecken durch 27 Landkreise sind von der FCMP zertifiziert, mit einer Gesamtlänge von 1012,9 km. (Stand: 14. Oktober 2013)
Die Liste gibt neben der offiziellen Nummer des Weges auch seinen Namen mit weiteren Hinweisen, die Länge, und die Einzelabschnitte nach Landkreisen (Concelhos) an.

### GR 11
Der GR 11 trägt den Namen Caminho do Atlântico (dt.: Weg des Atlantiks). Er deckt sich über weite Strecken mit dem E9
- Länge Gesamt: 169 km
- Abschnitte nach Landkreisen (Concelhos):
  - Alcácer do Sal (35 km)
  - Almada (60 km)
  - Grândola (47 km)
  - Sintra (27)

### GR 11.1
Der GR 11.1 hat als abzweigende Teilstrecke eine eigene GR-Nummer, gehört jedoch zum System des GR 11. Er trägt den Namen Vereda de Santo André (dt.: Pfad von Santo André bzw. des Heiligen Andreas).
- Länge: 31 km
- Abschnitte nach Landkreisen:
  - der Weg liegt vollständig im Landkreis Grândola

### GR 11.2
Der GR 11.2 hat eine eigene GR-Nummer, gehört jedoch zum weitergedachten System des GR 11 als weitere Teilstrecke des E9. Er trägt den Namen Caminho de Santiago / Troço Barcelos - Ponte de Lima (dt.: Jakobsweg / Abschnitt Barcelos - Ponte de Lima), als Abschnitt von Barcelos nach Ponte de Lima des Caminho Português, des portugiesischen Jakobswegs.
- Länge: 50 km
- Abschnitte nach Landkreisen:
  - der Weg liegt vollständig im Landkreis Barcelos

### GR 12
Der GR 12 trägt den Namen Rota da Idanha, nach der historischen Ortsbezeichnung Idanha, die sich auch im Namen des heutigen Landkreises Idanha-a-Nova wiederfindet. Der GR 12 deckt sich streckenweise mit dem Europäischen Fernwanderweg E7.
- Länge: 80 km
- Abschnitte nach Kreisen:
  - der Weg liegt vollständig im Landkreis Idanha-a-Nova

Eine Anerkennung von Erweiterungen des GR 12 entlang des Tejo-Flusses und des E7 durch die FCMP ist abschnittsweise in Arbeit.

### GR 14
Der GR 14 trägt den Namen Rota dos Vinhos da Europa (dt.: Route der europäischen Weine). Der Name des Weges bezieht sich auf die von ihm durchquerte Landschaft des Alto Douro, der ältesten geschützten Weinbauregion der Welt und seit 2001 UNESCO-Welterbe. Diese „Route der europäischen Weine“ ist ein loser Zusammenschluss von touristischen Routen in Weinbaugebieten von Vila Nova de Gaia bis Straßburg.
- Länge: 26,3 km
- Abschnitte nach Landkreisen:
  - Armamar (3 km)
  - São João da Pesqueira (6,8 km)
  - Tabuaço (16,5 km)

Anmerkung: der GR 14 ist kürzer als die notwendigen 30 km; als Teil einer größeren Route wurde er dennoch als GR aufgenommen

### GR 22
Der GR 22 trägt den Namen Rota das Aldeias Históricas und verbindet die namensgebenden historischen Dörfer, die als Aldeias Históricas de Portugal zusammengeschlossen sind. Es ist der längste Wanderweg in Portugal.
- Länge: 540 km
- Abschnitte nach Kreisen:
  - Arganil
  - Castelo Branco
  - Celorico da Beira
  - Covilhã
  - Figueira de Castelo Rodrigo
  - Fornos de Algodres
  - Fundão
  - Gouveia
  - Idanha-a-Nova
  - Mêda
  - Pampilhosa da Serra
  - Penamacor
  - Pinhel
  - Sabugal
  - Seia
  - Trancoso

### GR 23
Der GR 23 trägt den Namen Percurso descoberta (dt. etwa: Entdecker-Route), in Anlehnung an die hier 1415 begonnene Epoche des Portugiesischen Weltreichs. Es ist der einzige offizielle Weitwanderweg der Algarve. Daneben existiert zwar mit der 300 km langen Via Algarviana ein weiterer, zudem bekannterer Weitwanderweg. Dieser entstand jedoch erst als Zusammenschluss verschiedener Wanderwege im Hinterland der Algarve und trägt bisher keine Nummer der FCMP.
- Länge: 45 km
- Abschnitte nach Kreisen:
  - der Weg liegt vollständig im Landkreis Tavira

### GR 25.1
Der GR 25.1 trägt den Namen Caminho Transfronteiriço Jacobeu Português (dt. etwa: Portugiesischer Teil des grenzüberschreitenden Jakobswegs) und ist Teil eines noch abschließend anzulegenden Weitwanderwegs GR 25.
- Länge: 41,6 km
- Abschnitte nach Kreisen:
  - der Weg liegt vollständig im Landkreis Montalegre

### GR 26
Der GR 26 trägt den Namen Terras de Sicó (dt. etwa: Land von Sicó) und bezieht sich auf das bis zu 553 Meter aufsteigende Mittelgebirge Serra do Sicó, durch das der Weg führt.
- Länge: 30 km
- Abschnitte nach Kreisen:
  - der Weg liegt vollständig im Landkreis Pombal

### Nicht nummerierte Weitwanderwege
Weitwanderweg der Azoren
Auf den Azoren sind fünf offizielle Weitwanderwege (GR) registriert, die jedoch keine oder noch keine FCMP-Nummerierung tragen:
- Grande Rota de Santa Maria, Inselrundweg Santa Maria, 78 km (im Mai 2014 eröffnet)
- Grande Rota das Flores, 2-Etappen-Streckenwanderweg auf Flores, 47 km
- Faial Costa a Costa, Weitwanderweg auf Faial, 36 km
- Grande Rota de São Jorge, 2-Etappen-Streckenwanderweg auf São Jorge, 41,5 km
- Grande Rota da Graciosa, Inselrundweg Graciosa, 40 km

Weitwanderwege ohne FCMP-Zertifizierung
Neben den zertifizierten Weitwanderwegen (GR) im Nummernsystem des zuständigen Verbands FCMP existieren weitere Weitwanderwege. Die bekanntesten sind im Folgenden aufgelistet:
- Grande Rota do Vale do Côa (dt.: Große Route des Côa-Tals), ein 196 km langer Wanderweg von der Quelle des Côa bei Sabugal bis zur Mündung in Vila Nova de Foz Côa, der auch mit dem Rad oder zu Pferd bewältigt werden kann.
- Grande Rota do Zêzere (dt.: Große Route des Zêzere), eine 370 km lange Wander-, Rad- und auch Kanuroute entlang des Flusses Zêzere von der Quelle in der Serra da Estrela bis zur Mündung bei Constância.
- Caminho Português, der portugiesische Jakobsweg
- Rota Vicentina, ein 350 km langer Wanderweg durch das Naturschutzgebiet der portugiesischen Südwestküste, dem Parque Natural do Sudoeste Alentejano e Costa Vicentina. Er geht von Santiago do Cacém bis zur Südwestspitze des europäischen Festlandes, dem Cabo de São Vicente. Dieser Weitwanderweg trägt die Bezeichnung GR 11.
- Fischerpfad (port.: Trilho dos Pescadores), ein in mehreren Hauptetappen 85 km langer Wanderweg vom Praia de São Torpes (südöstlich von Sines) über Porto Covo bis Odeceixe, dem sich fünf ergänzende Rundwege anschließen. Der historische Fischerpfad liegt ebenfalls im Naturschutzgebiet Parque Natural do Sudoeste Alentejano e Costa Vicentina und gehört zum Wegesystem der Rota Vicentina.
- Via Algarviana, ein 300 km langer Zusammenschluss von Wanderwegen im touristisch vergleichsweise unbeachteten Hinterland der Algarve. Dieser Weg trägt die Bezeichnung GR 13
- Grande Rota de Guadiana GR 15; ein Wanderweg, der von Vila Real de Santo Antonio in den Norden nach Alcoutim führt und dort an die GR 13 anschließt.
- Trilhos dos Açores, ein Zusammenschluss von Wanderwegen auf den Azoreninseln.

## Liste der Kurzwanderwege (PR)

### Kontinentalportugal
Im Oktober 2013 waren 157 Kurzwanderwege durch 62 Landkreise angelegt, mit einer Gesamtlänge von 1535,91 km.
Die offizielle Nummerierung der PR durch die FCMP beginnt für jeden Landkreis neu, zur eindeutigen Kennzeichnung durch ein Kürzel für den Kreis ergänzt.
| Nummer | Länge    | Name                                                         | Kreis (mit Kürzel)                | ggfs. Übersetzung des Routen-Namens                                                |
| ------ | -------- | ------------------------------------------------------------ | --------------------------------- | ---------------------------------------------------------------------------------- |
| PR 1   | 5 km     | Rota do Giro                                                 | Alandroal (ADL)                   |                                                                                    |
| PR 2   | 8,8 km   | Pedra Alçada                                                 | Alandroal (ADL)                   |                                                                                    |
| PR 3   | 10 km    | Passeio pelo Campo                                           | Alandroal (ADL)                   | Spaziergang über Land                                                              |
| PR 1   | 8 km     | Corre… Corre Guadiana                                        | Alcoutim (ACT)                    | Fliesse… Fliesse Guadiana                                                          |
| PR 2   | 14 km    | Descida ao Guadiana                                          | Alcoutim (ACT)                    | Abstieg zum Guadiana                                                               |
| PR 3   | 13 km    | Os Encantos de Alcoutim                                      | Alcoutim (ACT)                    | Die Verzückungen von Alcoutim                                                      |
| PR 4   | 10 km    | Circuito da Fonte Zambujo                                    | Alcoutim (ACT)                    | Rundgang des Zambujo-Brunnens                                                      |
| PR 5   | 13 km    | O Viçoso                                                     | Alcoutim (ACT)                    | Der Schwungvolle                                                                   |
| PR 6   | 13 km    | Memórias Vivas                                               | Alcoutim (ACT)                    | Lebendige Erinnerungen                                                             |
| PR 7   | 13 km    | Cerro Acima, Cerra Abaixo                                    | Alcoutim (ACT)                    | Berg auf, Berg ab                                                                  |
| PR 8   | 13 km    | Em Busca do Vale Encantado                                   | Alcoutim (ACT)                    | Auf der Suche nach dem verzauberten Tal                                            |
| PR 1   | 4,325 km | Circuito Cultural e Ambiental de Aljezur                     | Aljezur (AJZ)                     | Kultur- und Umweltrundgang von Aljezur                                             |
| PR 1.1 | 1,315 km | Ribeira de Aljezur                                           | Aljezur (AJZ)                     | Am Bach von Aljezur                                                                |
| PR 1   | 18,7     | Uma jóia azul na planície                                    | Aljustrel (AJT)                   | Ein blauer Edelstein in der weiten Ebene                                           |
| PR 1   | 6 km     | Rota do Maracinho                                            | Amarante (AMT)                    | Route von Maracinho                                                                |
| PR 2   | 12 km    | Rota de São Bento                                            | Amarante (AMT)                    | Route von São Bento                                                                |
| PR 1   | 8,2 km   | Trilho da Peneda                                             | Arcos de Valdevez (AVV)           | Pfad von Peneda                                                                    |
| PR 1   | 19 km    | Caminhos do Montemuro                                        | Arouca (ARC)                      | Wege von Montemuro                                                                 |
| PR 2   | 11 km    | Caminhos do Vale do Urtigosa                                 | Arouca (ARC)                      | Wege durch das Tal des Urtigosa                                                    |
| PR 3   | 14 km    | Caminhos do Sol Nascente                                     | Arouca (ARC)                      | Wege der aufgehenden Sonne                                                         |
| PR 13  | 9 km     | Na Senda do Paivô                                            | Arouca (ARC)                      |                                                                                    |
| PR 14  | 4 km     | A Aldeia Mágica                                              | Arouca (ARC)                      | Wanderweg rund um das „magische Dorf“ Drave                                        |
| PR 15  | 13 km    | Viagem à Pré-História                                        | Arouca (ARC)                      | Reise in die Vorgeschichte                                                         |
| PR 16  | 9 km     | Caminhada Exótica                                            | Arouca (ARC)                      | Exotische Wanderung                                                                |
| PR 1   | 16,1     | Percurso Pedestre da Esperança                               | Arronches (ARR)                   | Fußweg der Hoffnung                                                                |
| PR 2   | 12 km    | Percurso Pedestre de Mosteiros                               | Arronches (ARR)                   | Fußweg von Mosteiros                                                               |
| PR 3   | 10,5 km  | Percurso Pedestre do Alegrete                                | Arronches (ARR)                   | Fußweg von Alegrete                                                                |
| PR 1   | 8 km     | São Gregório                                                 | Borba (BRB)                       |                                                                                    |
| PR 1   | 16 km    | Trilho da Chã Grande                                         | Caminha (CMN)                     | Pfad von Chã Grande                                                                |
| PR 1   | 8,25 km  | Serra de São Paulo                                           | Castelo de Vide (CDV)             |                                                                                    |
| PR 2   | 12,8 km  | Torrinha                                                     | Castelo de Vide (CDV)             |                                                                                    |
| PR 2   | 6 km     | Circuito do Beliche                                          | Castro Marim (CTM)                | Rundgang von Beliche                                                               |
| PR 3   | 8 km     | Azinhal, uma janela para o Guiadiana                         | Castro Marim (CTM)                | Azinhal, ein Fenster zum Fluss Guadiana                                            |
| PR 4   | 11 km    | Odeleite, de perto e de longe                                | Castro Marim (CTM)                | Odeleite, von nah und von fern                                                     |
| PR 5   | 12 km    | Terras de Ordem                                              | Castro Marim (CTM)                | Länder des Ordens (gemeint ist der Christusorden)                                  |
| PR 6   | 7 km     | Canaviais do Barranco do Ribeirão                            | Castro Marim (CTM)                | Röhrichte von Barranco do Ribeirão                                                 |
| PR 7   | 15 km    | Caminhos da Cabra Algarvia                                   | Castro Marim (CTM)                | Route der Algarvenziege                                                            |
| PR 8   | 11 km    | Circuito das Amendoeiras                                     | Castro Marim (CTM)                | Mandelbaum-Route                                                                   |
| PR 1   | 10,4 km  | Uma viagem aos Primórdios da Nacionalidade                   | Castro Verde (CVR)                | Reise zu den Anfängen der Nation                                                   |
| PR 2   | 8,6 km   | Um saltinho ao Altar Celeste                                 | Castro Verde (CVR)                | Ein kleiner Sprung zum Altar Celeste                                               |
| PR 3   | 19 km    | Via Verde na Portagem dos Campos de Ourique                  | Castro Verde (CVR)                | Freie Fahrt (Via Verde) an der Mautstelle der Felder von Ourique                   |
| PR 3   | 11 km    | Trilho da Serra do Ralo                                      | Celorico da Beira (CLB)           | Pfad der Serra do Ralo                                                             |
| PR 1   | 8 km     | Percurso de Salreu do BioRia                                 | Estarreja (ETR)                   | Rundweg von Salreu in der Biosphäre Ria de Aveiro                                  |
| PR 2   | 2 km     | Percurso do Rio Jardim - BioRia                              | Estarreja (ETR)                   | Rundweg des Flusses Rio Jardim - Biosphäre Ria de Aveiro                           |
| PR 3   | 4 km     | Percurso do Bocage - BioRia                                  | Estarreja (ETR)                   | Rundweg des Zoologen Bocage - Biosphäre Ria de Aveiro                              |
| PR 4   | 6 km     | Percurso do Rio Antuã - BioRia                               | Estarreja (ETR)                   | Rundweg des Flusses Rio Antuã - Biosphäre Ria de Aveiro                            |
| PR 1   | 21 km    | Rota do Maroiço                                              | Fafe (FAF)                        | Route des Maroiço                                                                  |
| PR 2   | 15 km    | As Aldeias das Margens do Rio Vizela                         | Fafe (FAF)                        | Die Dörfer am Ufer des Flusses Vizela                                              |
| PR 10  | 14 km    | Trilho do Vento                                              | Fafe (FAF)                        | Pfad des Windes                                                                    |
| PR 1   | 6,5 km   | Caminhos Medievais                                           | Felgueiras (FLG)                  | Mittelalterliche Wege                                                              |
| PR 2   | 4,2 km   | Caminhos Verdes                                              | Felgueiras (FLG)                  | Grüne Wege                                                                         |
| PR 1   | 26 km    | Da Albufeira de Sta.Maria de Aguiar ao Sto.André das Arribas | Figueira de Castelo Rodrigo (FCR) | Von der Talsperre Santa Maria de Aguiar nach Santo André das Arribas               |
| PR 1   | 8 km     | Vale da Ribeira do Mosteiro                                  | Freixo de Espada à Cinta (FEC)    | Tal des Ribeira do Mosteiro                                                        |
| PR 1   | 17,5 km  | Rota Megalítica                                              | Fronteira (FTR)                   | Megalithen-Route                                                                   |
| PR 3   | 12 km    | Rota dos Atoleiros                                           | Fronteira (FTR)                   | Route von Atoleiros (mit der Schlacht von Atoleiros von 1384)                      |
| PR 4   | 8 km     | Rota da Sulfúrea                                             | Fronteira (FTR)                   | Schwefel-Route                                                                     |
| PR 5   | 10 km    | Rota da Serra das Penas                                      | Fronteira (FTR)                   | Route des Gebirges Serra das Penas                                                 |
| PR 1   | 15 km    | Arribas do Tejo                                              | Gavião (GAV)                      | Höhen des Flusses Tejo                                                             |
| PR 2   | 11 km    | Trilhos dos Pisões                                           | Góis (GOI)                        | Pfade von Pisões                                                                   |
| PR 3   | 14 km    | Trilhos do Vale do Ceira 1                                   | Góis (GOI)                        | Pfade des Tals des Rio Ceira 1                                                     |
| PR 4   | 17 km    | Trilho da Serra do Açor                                      | Góis (GOI)                        | Pfad im Gebirge Serra do Açor                                                      |
| PR 5   | 4,2      | Trilho das Minas                                             | Góis (GOI)                        | Pfad der Minen                                                                     |
| PR 1   | 11,2     | Rota dos Galhardos                                           | Gouveia (GVA)                     |                                                                                    |
| PR 1   | 17 km    | Rota da Serra                                                | Grândola (GDL)                    | Berg-Route                                                                         |
| PR 2   | 17 km    | Vereda de Melides                                            | Grândola (GDL)                    | Spuren von Melides                                                                 |
| PR 1   | 8,2 km   | São Torcato e seus moinhos                                   | Guimarães (GMR)                   | São Torcato und seine Mühlen                                                       |
| PR 2   | 8,5 km   | Rota da Egitânea                                             | Idanha-a-Nova (IDN)               | Route von Egitânea (heute Idanha-a-Velha)                                          |
| PR 3   | 3 km     | Rota dos Fosseis                                             | Idanha-a-Nova (IDN)               | Route der Fossilien                                                                |
| PR 1   | 14 km    | Rota da Biodiversidade                                       | Lissabon (LSB)                    | Route der Biodiversität                                                            |
| PR 1   | 14 km    | Trilho dos Altos                                             | Loures (LRS)                      | Route der Höhen                                                                    |
| PR 1   | 10 km    | Na Rota dos Dinossáurios                                     | Lourinhã (LNH)                    | Route der Dinosaurier                                                              |
| PR 2   | 20,3 km  | Pelo Planalto das Cezaredas                                  | Lourinhã (LNH)                    | In der Hochebene Planalto das Cezaredas                                            |
| PR 3   | 17,6 km  | Pelos Caminhos da Batalha do Vimeiro                         | Lourinhã (LNH)                    | Auf den Wegen der Schlacht bei Vimeiro                                             |
| PR 1   | 6 km     | Rota dos Moinhos                                             | Lousã (LSA)                       | Route der Mühlen                                                                   |
| PR 1   | 14 km    | Pedras, Moinhos e Aromas de Santiago                         | Marco de Canaveses (MCN)          | Steine, Mühlen und Aromen des hl. Jakob                                            |
| PR 1   | 7,3      | Percurso Pedestre de Marvão                                  | Marvão (MRV)                      | Rundweg von Marvão                                                                 |
| PR 2   | 11,4 km  | Percurso Pedestre dos Galegos                                | Marvão (MRV)                      | Rundweg der Galegos (Galicier)                                                     |
| PR 1   | 17 km    | Trilho Castrejo                                              | Melgaço (MLG)                     | Pfad der Castrokultur                                                              |
| PR 1   | 0,5 km   | Caminho do Xisto acessível de Gondramaz                      | Miranda do Corvo (MCV)            | Weg des Schiefers von Gondramaz                                                    |
| PR 1   | 19 km    | De Mirando do Douro ao São João das Arribas                  | Miranda do Douro (MDR)            | Von Miranda do Douro bis São João das Arribas                                      |
| PR 1   | 13,3 km  | Trilho do Tua                                                | Mirandela (MDL)                   | Pfad des Flusses Tua                                                               |
| PR 2   | 8,6 km   | Trilho de Vale de Lobo                                       | Mirandela (MDL)                   | Pfad von Vale de Lobo                                                              |
| PR 3   | 7,3 km   | Trilho Entre Rios                                            | Mirandela (MDL)                   | Pfad zwischen den Flüssen                                                          |
| PR 1   | 21 km    | Rota do Paiva                                                | Moimenta da Beira (MBR)           | Route des Flusses Paiva                                                            |
| PR 2   | 26,5 km  | Rota da Serra                                                | Moimenta da Beira (MBR)           | Berg-Route                                                                         |
| PR 3   | 17 km    | Rota do Távora                                               | Moimenta da Beira (MBR)           | Routes des Flusses Távora                                                          |
| PR 1   | 11,7 km  | Trilho do Leiranco                                           | Montalegre (MTR)                  | Pfad des Leiranco                                                                  |
| PR 2   | 21,1 km  | Trilho do Ourigo                                             | Montalegre (MTR)                  | Pfad des Ourigo                                                                    |
| PR 4   | 21,8 km  | Trilho do Rio                                                | Montalegre (MTR)                  | Flusspfad                                                                          |
| PR 1   | 12 km    | A Rota de Santo Isidro                                       | Montijo (MTJ)                     | Die Route von Santo Isidro                                                         |
| PR 1   | 12,6 km  | Trilhos de Jans                                              | Nisa (NIS)                        | Pfade von Jans                                                                     |
| PR 2   | 4,3 km   | Descobrir o Tejo                                             | Nisa (NIS)                        | Den Tejo entdecken                                                                 |
| PR 3   | 5,8 km   | Olhar sobre a Foz                                            | Nisa (NIS)                        | Blick auf die Mündung                                                              |
| PR 4   | 9,8 km   | Trilhos do Conhal                                            | Nisa (NIS)                        | Pfade des Conhal                                                                   |
| PR 5   | 9 km     | À Descoberta de S.Miguel                                     | Nisa (NIS)                        | Auf zur Entdeckung von São Miguel                                                  |
| PR 6   | 10,6 km  | Rota dos Açudes                                              | Nisa (NIS)                        | Route der Stauseen                                                                 |
| PR 7   | 6,5 km   | Entre Azenhas                                                | Nisa (NIS)                        | Zwischen Wassermühlen                                                              |
| PR 8   | 14 km    | Trilhos do Moinho Branco                                     | Nisa (NIS)                        | Pfade der weißen Mühle                                                             |
| PR 1   | 10 km    | Do Bairro a Casal Farto                                      | Ourém (VNO)                       | Von Bairro nach Casal Farto                                                        |
| PR 1   | 11,2     | Da poesia ao Cante das Terras Brancas                        | Ourique (ORQ)                     | Von der Poesie bis zum Gesang der weißen Felder (gemeint ist der Cante alentejano) |
| PR 2   | 1,6 km   | Trilho dos Romanos                                           | Pedrógão Grande (PGR)             | Pfad der Römer                                                                     |
| PR 3   | 3,2 km   | Cabeço das Mós, procurando o Mouro do Cabri                  | Pedrógão Grande (PGR)             |                                                                                    |
| PR 4   | 2,6 km   | Trilho do Açude do Rodrigues                                 | Pedrógão Grande (PGR)             | Pfad des Stauteiches des Rodrigues                                                 |
| PR 5   | 6,1 km   | Senda da Ribeira de Pera                                     | Pedrógão Grande (PGR)             |                                                                                    |
| PR 6   | 2,2 km   | Contra a corrente em direcção ao açude                       | Pedrógão Grande (PGR)             | Gegen die Strömung in Richtung des Stauteiches                                     |
| PR 7   | 5,8 km   | Marginal da albufeira do Cabril                              | Pedrógão Grande (PGR)             | Uferweg der Talsperre Cabril                                                       |
| PR 8   | 10,4 km  | Marginal da albufeira da Bouçã                               | Pedrógão Grande (PGR)             | Uferweg der Talsperre Bouçã                                                        |
| PR 1   | 1,37 km  | Caminho dos Moinhos                                          | Penafiel (PNF)                    | Weg der Mühlen                                                                     |
| PR 1   | 9,3 km   | Percurso Pedestre das Carreiras                              | Portalegre (PTG)                  | Fußweg der Trampelpfade                                                            |
| PR 2   | 12 km    | Percurso Pedestre do Reguengo                                | Portalegre (PTG)                  |                                                                                    |
| PR 1   | 6 km     | Serra da Lua                                                 | Porto de Mós (PMS)                | Gebirge Serra da Lua                                                               |
| PR 2   | 6,5 km   | Os Segredos do Vale Almourão                                 | Proença-a-Nova (PNV)              | Die Geheimnisse des Tales Vale Almourão                                            |
| PR 3   | 12,5 km  | Rota das Conheiras                                           | Proença-a-Nova (PNV)              | Route der ursprünglichen kleinen Goldminen                                         |
| PR 4   | 14,4 km  | Pela Linha da Defesa                                         | Proença-a-Nova (PNV)              | Entlang der Verteidigungslinie                                                     |
| PR 5   | 11,4 km  | Rota dos Recantos e Encantos                                 | Proença-a-Nova (PNV)              | Route der versteckten Ecken und Freuden                                            |
| PR 6   | 18 km    | Viagem pelos Ossos da Terra                                  | Proença-a-Nova (PNV)              | Reise zu den Knochen der Erde                                                      |
| PR 7   | 7,8 km   | Rota dos Estevais                                            | Proença-a-Nova (PNV)              | Route der Zistrosenfelder                                                          |
| PR 1   | 3 km     | Marinhas de Sal                                              | Rio Maior (RMR)                   | Die Meerwassersalinen                                                              |
| PR 3   | 7 km     | Paúl da Marmeleira                                           | Rio Maior (RMR)                   | Feuchtgebiet Paúl da Marmeleira                                                    |
| PR 1   | 5,7 km   | Percurso Pedestre da Quinta da Nossa Senhora do Carmo        | Sabrosa (SBR)                     | Fußweg des Landgutes Nossa Senhora do Carmo                                        |
| PR 1.1 | 0,6 km   | Percurso Pedestre da Quinta da Nossa Senhora do Carmo        | Sabrosa (SBR)                     | Fußweg des Landgutes Nossa Senhora do Carmo                                        |
| PR 1.2 | 1,2 km   | Percurso Pedestre da Quinta da Nossa Senhora do Carmo        | Sabrosa (SBR)                     | Fußweg des Landgutes Nossa Senhora do Carmo                                        |
| PR 1   | 9 km     | Algar do Pena                                                | Santarém (STR)                    |                                                                                    |
| PR 1   | 11,2 km  | Vereda de Brescos                                            | Santiago do Cacém (STC)           |                                                                                    |
| PR 2   | 11 km    | Vereda das Pedras Brancas                                    | Santiago do Cacém (STC)           |                                                                                    |
| PR 1   | 13,8 km  | Rota dos Castanheiros                                        | São João da Pesqueira (SJP)       | Route der Kastanienbäume                                                           |
| PR 1   | 1,9 km   | Percurso de Santa Maria                                      | Sintra (SNT)                      |                                                                                    |
| PR 2   | 4,5 km   | Percurso da Pena                                             | Sintra (SNT)                      | Rundweg des Palácio Nacional da Pena                                               |
| PR 3   | 4,8 km   | Percurso do Castelo                                          | Sintra (SNT)                      | Rundweg der Burg Castelo dos Mouros                                                |
| PR 4   | 3,5 km   | Percurso de Seteais                                          | Sintra (SNT)                      | Rundweg des Palácio de Seteais                                                     |
| PR 5   | 4,3 km   | Percurso das Quintas                                         | Sintra (SNT)                      | Rundweg der Herrenhäuser                                                           |
| PR 1   | 14 km    | Rota dos Moinhos do Sobral                                   | Sobral de Monte Agraço (SMA)      | Route der Mühlen von Sobral                                                        |
| PR 2   | 11 km    | Rota do Sizandro                                             | Sobral de Monte Agraço (SMA)      |                                                                                    |
| PR 1   | 13,1 km  | Vale do Tedo                                                 | Tabuaço (TBC)                     | Tal des Flusses Tedo                                                               |
| PR 1   | 17 km    | Percurso D.Quixote                                           | Tavira (TVR)                      | Rundweg Don Quijote                                                                |
| PR 2   | 5 km     | Percurso Fonte da Zorra                                      | Tavira (TVR)                      | Rundweg des Brunnens Fonte da Zorra                                                |
| PR 3   | 9 km     | Percurso dos Montes Serranos                                 | Tavira (TVR)                      | Rundweg der Gebirgshügel                                                           |
| PR 4   | 16 km    | Percurso dos Cerros de Sobro                                 | Tavira (TVR)                      |                                                                                    |
| PR 5   | 6 km     | Percurso da Reserva                                          | Tavira (TVR)                      |                                                                                    |
| PR 6   | 9 km     | Percurso do Malhanito                                        | Tavira (TVR)                      |                                                                                    |
| PR 7   | 13,5 km  | Percurso do Vale das Hortas                                  | Tavira (TVR)                      |                                                                                    |
| PR 8   | 6 km     | Percurso da Masmorra                                         | Tavira (TVR)                      |                                                                                    |
| PR 9   | 8,5 km   | Percurso das Pedras Altas                                    | Tavira (TVR)                      |                                                                                    |
| PR 1   | 9,3 km   | Trilho Cidade da Calcedónia                                  | Terras de Bouro (TBR)             |                                                                                    |
| PR 2   | 8,5 km   | Trilho do Castelo                                            | Terras de Bouro (TBR)             | Pfad der Burg                                                                      |
| PR 3   | 10 km    | Trilho dos Currais                                           | Terras de Bouro (TBR)             | Pfad der Ställe                                                                    |
| PR 4   | 9 km     | Trilho dos Moinhos e Ragadios Tradicionais                   | Terras de Bouro (TBR)             | Pfad der Mühlen und traditionellen Bewässerungen                                   |
| PR 5   | 8,4 km   | Trilho da Águia do Sarilhão                                  | Terras de Bouro (TBR)             | Pfad des Adlers von Sarilhão                                                       |
| PR 6   | 10,5 km  | Trilho dos Miradouros                                        | Terras de Bouro (TBR)             | Pfad der Aussichtspunkte (Miradouros)                                              |
| PR 7   | 10,5 km  | Trilho de São Bento                                          | Terras de Bouro (TBR)             |                                                                                    |
| PR 8   | 9,5 km   | Trilho Couto de Souto                                        | Terras de Bouro (TBR)             |                                                                                    |
| PR 9   | 9,5 km   | Trilho da Geira                                              | Terras de Bouro (TBR)             |                                                                                    |
| PR 8   | 18,9 km  | Trilho do Chão                                               | Viana do Castelo (VCT)            |                                                                                    |
| PR 9   | 10,2 km  | Trilhos dos Canos de Água                                    | Viana do Castelo (VCT)            | Pfad der Wasserrohre                                                               |
| PR 11  | 8 km     | Trilho Celta                                                 | Vila Nova de Cerveira (CMN)       | Keltischer Pfad                                                                    |
| PR 1   | 9 km     | Boa Vista                                                    | Vila Real de Santo António (VRS)  |                                                                                    |
| PR 2   | 11 km    | Do Barrocal à Serra                                          | Vila Real de Santo António (VRS)  | Von Barrocal bis zum Berg                                                          |
| PR 1   | 8 km     | Rota das Invasões                                            | Vila Velha de Ródão (VVR)         | Route der Invasionen                                                               |
| PR 8   | 6,33 km  | Póvoa Dão                                                    | Viseu (VIS)                       |                                                                                    |

### Azoren
Die offizielle Nummerierung durch die FCMP beginnt auf den Azoren nicht für jeden Kreis, sondern für jede Insel neu, zur eindeutigen Kennzeichnung auch hier durch ein Kürzel ergänzt.
| Nummer | Länge   | Name                                                       | Insel (mit Kürzel) | ggfs. Übersetzung des Routen-Namens          |
| ------ | ------- | ---------------------------------------------------------- | ------------------ | -------------------------------------------- |
| PR 1   | 9 km    | Trilho da Costa Norte                                      | Santa Maria (SMA)  | Nordküsten-Wanderweg                         |
| PR 2   | 14 km   | Pico Alto - Anjos                                          | Santa Maria (SMA)  | vom Pico Alto nach Anjos                     |
| PRC 3  | 9,5 km  | Entre a Serra e o Mar                                      | Santa Maria (SMA)  | Zwischen Berg und Meer                       |
| PR 4   | 6,8 km  | Santo Espírito - Maia                                      | Santa Maria (SMA)  | von Santo Espírito nach Maia                 |
| PR 5   | 7 km    | Trilho da Costa Sul                                        | Santa Maria (SMA)  | Südküsten-Wanderweg                          |
| PR 1   | 6,5 km  | Vigia de São Pedro                                         | São Miguel (SMI)   | Der wachende Blick des hl. Petrus            |
| PR 3   | 7 km    | Vista do Rei - Sete Cidades                                | São Miguel (SMI)   | vom Miradouro Vista do Rei nach Sete Cidades |
| PR 4   | 12 km   | Mata do Canário - Sete Cidades                             | São Miguel (SMI)   | von Mata do Canário nach Sete Cidades        |
| PRC 5  | 4,2 km  | Serra Devassa                                              | São Miguel (SMI)   | Gebirgsrundweg der Serra Devassa             |
| PRC 6  | 9,2 km  | Furnas                                                     | São Miguel (SMI)   | Furnas-Rundweg                               |
| PR 7   | 3,2 km  | Algarvia – Pico da Vara                                    | São Miguel (SMI)   | von Algarvia zum Pico da Vara                |
| PRC 9  | 4 km    | Faial da Terra – Salto do Prego                            | São Miguel (SMI)   | von Faial da Terra bis Salto do Prego        |
| PR 11  | 6,5 km  | Ribeira do Faial da Terra                                  | São Miguel (SMI)   | durch das Flusstal von Faial da Terra        |
| PR 12  | 13 km   | Trilho do Agrião                                           | São Miguel (SMI)   | Kressepfad                                   |
| PRC 20 | 4,5 km  | Rocha da Relva                                             | São Miguel (SMI)   | Grasfelsen                                   |
| PR 22  | 2 km    | Pico do Ferro – Caldeiras da Lagoa das Furnas              | São Miguel (SMI)   | vom Pico do Ferro zum Furnas-See             |
| PR 25  | 12,6    | Praia - Lagoa do Fogo                                      | São Miguel (SMI)   | vom Strand zum See Lagoa do Fogo             |
| PR 27  | 5 km    | Praia da Viola                                             | São Miguel (SMI)   | Strand von Viola                             |
| PRC 28 | 6 km    | Chá Gorreana                                               | São Miguel (SMI)   | Themenroute des Chá Gorreana-Teeanbaus       |
| PRC 29 | 7,5 km  | Caldeiras da Ribeira Grande - Salto do Cabrito             | São Miguel (SMI)   |                                              |
| PRC 31 | 7,5 km  | Trilho Pedestre da Lomba da Fazenda                        | São Miguel (SMI)   | Fußweg von Lomba da Fazenda                  |
| PR 32  | 13 km   | Monte Escuro – Vila Franca do Campo                        | São Miguel (SMI)   | vom Monte Escuro nach Vila Franca do Campo   |
| PRC 33 | 5,1 km  | Atalho dos Vermelhos                                       | São Miguel (SMI)   |                                              |
| PRC 34 | 4 km    | Trilho do Feno                                             | São Miguel (SMI)   | Heupfad                                      |
| PRC 35 | 3,1 km  | Moinhos da Ribeira Funda                                   | São Miguel (SMI)   | die Wassermühlen der Ribeira Funda           |
| PRC 1  | 5 km    | Mistérios Negros                                           | Terceira (TER)     | Schwarze Geheimnisse                         |
| PR 2   | 4 km    | Baías da Agualva                                           | Terceira (TER)     | Buchten von Agualva                          |
| PRC 3  | 7 km    | Serreta                                                    | Terceira (TER)     | Rundweg von Serreta                          |
| PRC 4  | 7,5 km  | Monte Brasil                                               | Terceira (TER)     | Monte Brasil-Rundweg                         |
| PRC 6  | 9,3 km  | Rocha do Chambre                                           | Terceira (TER)     |                                              |
| PRC 8  | 5 km    | Relheiras de São Brás                                      | Terceira (TER)     |                                              |
| PR 1   | 9 km    | Serra Branca - Praia                                       | Graciosa (GRA)     | von der Serra Branca bis zum Strand          |
| PR 2   | 10 km   | Volta à Caldeira - Furna do Enxofre                        | Graciosa (GRA)     |                                              |
| PR 3   | 2,1 km  | Baia da Folga                                              | Graciosa (GRA)     |                                              |
| PR 1   | 10 km   | Serra do Topo - Caldeira do Santo Cristo - Fajã dos Cubres | São Jorge (SJO)    |                                              |
| PR 2   | 5 km    | Serra do Topo - Fajã dos Vimes                             | São Jorge (SJO)    |                                              |
| PR 3   | 10 km   | Fajã dos Vimes - Lourais - Fajã de São João                | São Jorge (SJO)    |                                              |
| PR 4   | 17 km   | Pico do Pedro - Pico da Esperança - Fajã do Ouvidor        | São Jorge (SJO)    |                                              |
| PR 5   | 6 km    | Fajã de Além                                               | São Jorge (SJO)    |                                              |
| PR 6   | 11 km   | Trilho do Norte Pequeno                                    | São Jorge (SJO)    |                                              |
| PR 9   | 3,1 km  | Fajã do Vimes - Fragueira - Portal                         | São Jorge (SJO)    |                                              |
| PR 1   | 10,5 km | Caminhos de Santa Luzia                                    | Pico (PIC)         |                                              |
| PR 2   | 9,5 km  | Caminho dos Burros                                         | Pico (PIC)         | Eselsweg                                     |
| PR 3   | 7 km    | Porto Calhau - Manhenha, Ponta da Ilha                     | Pico (PIC)         |                                              |
| PR 5   | 6,5 km  | Vinhas da Criação Velha                                    | Pico (PIC)         | Weingüter alter Zucht                        |
| PR 7   | 6,3 km  | Caminho das Voltas                                         | Pico (PIC)         |                                              |
| PRC 8  | 3,4 km  | Ladeira dos Moinhos                                        | Pico (PIC)         |                                              |
| PRC 9  | 8 km    | Praínha do Norte                                           | Pico (PIC)         | kleiner Nordstrand                           |
| PR 10  | 8,7 km  | Santana - Lajido                                           | Pico (PIC)         |                                              |
| PRC 11 | 12 km   | Calheta do Nesquim                                         | Pico (PIC)         |                                              |
| PR 13  | 9,2 km  | Lagoa do Capitão                                           | Pico (PIC)         | Lagoa do Capitão-Rundweg                     |
| PR 15  | 8,5 km  | Mistérios do Sul do Pico                                   | Pico (PIC)         | Geheimnisse des Südens Picos                 |
| PR 17  | 12,5 km | Quintas e Ribeiras                                         | Pico (PIC)         | Herrenhäuser und Bäche                       |
| PR 18  | 10 km   | Nove Canadas da Ribeirinha                                 | Pico (PIC)         |                                              |
| PR 19  | 22 km   | Caminho das Lagoas                                         | Pico (PIC)         | Rundweg der Seen                             |
| PRC 1  | 5 km    | Capelo                                                     | Faial (FAI)        |                                              |
| PRC 2  | 5 km    | Rocha da Fajã                                              | Faial (FAI)        |                                              |
| PR 3   | 8 km    | Trilho da Levada                                           | Faial (FAI)        | Pfad der Levada                              |
| PRC 4  | 7 km    | Caldeira                                                   | Faial (FAI)        |                                              |
| PRC 5  | 4 km    | Rumo ao Morro de Castelo Branco                            | Faial (FAI)        | Hinauf zum Hügel von Castelo Branco          |
| PRC 6  | 20 km   | Trilho dos Dez Vulcões                                     | Faial (FAI)        | Pfad der drei Vulkane                        |
| PR 1   | 12,4 km | Ponta Delgada - Fajã Grande                                | Flores (FLO)       | von Ponta Delgada nach Fajã Grande           |
| PR 2   | 13,5 km | Lajedo - Fajã Grande                                       | Flores (FLO)       | von Lajedo nach Fajã Grande                  |
| PR 3   | 7 km    | Miradouro das Lagoas - Poço do Bacalhau                    | Flores (FLO)       |                                              |
| PRC 4  | 4 km    | Fajã de Lopo Vaz                                           | Flores (FLO)       | Rundweg von Fajã de Lopo Vaz                 |
| PR 1   | 4,5 km  | Cara do Índio                                              | Corvo (COR)        |                                              |
| PRC 2  | 5 km    | Caldeirão                                                  | Corvo (COR)        |                                              |

### Madeira
Stand: 1. November 2024
In der Autonomen Region Madeira sind die Wanderwege ohne Kürzel für Kreise, und auf der Hauptinsel Madeira auch ohne Inselkürzel nummeriert. Auf der Insel Porto Santo sind dabei nur drei Wanderwege durch die FCMP zertifiziert. Zur Abgrenzung zu den Wegen auf Madeira ist der Nummerierung hier das Kürzel PS vorangestellt.
Da die Kurzwanderwege (PR) in Kontinentalportugal mit Kreiskürzeln und auf den Azoren mit Inselkürzeln geführt werden, können die Wanderwege auf Madeira ohne Kürzel bei der FCMP registriert werden. Damit ist jeder portugiesische Wanderweg mit seiner FCMP-Nummerierung eindeutig identifiziert.
Porto Santo
| Nummer  | Länge           | Name                              | Übersetzung und Anmerkung                     |
| ------- | --------------- | --------------------------------- | --------------------------------------------- |
| PS PR 1 | 2,7 km          | Vereda do Pico Branco e Terra Chã | Pfad von Pico Branco und Terra Chã            |
| PS PR 2 | 3,2 oder 4,6 km | Vereda do Pico Castelo            | Pfad des Pico Castelo (in zwei Varianten)     |
| PS PR 3 | 4,1 km          | Levada do Pico Castelo            | Wanderweg entlang der Levada des Pico Castelo |

Madeira
| Nummer  | Länge   | Name                                              | ggfs. Übersetzung oder/und Erläuterung                                                                       |
| ------- | ------- | ------------------------------------------------- | --- |
| PR 1    | 7 km    | Vereda do Areeiro                                 | Weg vom Pico Ruivo zum Pico do Areeiro                                                                       |
| PR 1.1  | 7 km    | Vereda da Ilha                                    | Pfad von Ilha                                                                                                |
| PR 1.2  | 2,8 km  | Vereda do Pico Ruivo                              | Pfad des Pico Ruivo                                                                                          |
| PR 1.3  | 11,2 km | Vereda da Encumeada                               | Pfad vom Pico Ruivo zum Encumeada-Pass                                                                       |
| PR 2    | 10,6 km | Vereda do Urzal                                   | von Fajã dos Cardos (Gemeinde Curral das Freiras) nach Boaventura                                            |
| PR 3    | 7,2 km  | Vereda da Burro                                   | Pfad vom Pico do Arieiro nach Ribeira das Cales                                                              |
| PR 3.1  | 4,2 km  | Caminho Real do Monte                             | Weg von Ribeira das Cales nach Monte (Funchal)Monte                                                          |
| PR 4    | 5,2 km  | Levada do Barreiro                                | Pfad von Poço da Neve nach Casa do Barreiro                                                                  |
| PR 5    | 8,7 km  | Vereda das Funduras                               | vom Miradouro da Portela durch die Serra de Machico nach Süden                                               |
| PR 6    | 4,6 km  | Levada das 25 Fontes                              | Wanderweg entlang der Levada das 25 Fontes (Levada der 25 Brunnen)                                           |
| PR 6.1  | 4,6 km  | Levada do Risco                                   | entlang der Levada do Risco, teilweise parallel, teilweise identisch mit PR 6                                |
| PR 6.2  | 3,5 km  | Levada do Alecrim                                 | entlang der Levada do Alecrim                                                                                |
| PR 6.3  | 1,8 km  | Vereda da Lagoa do Vento                          | Pfad von Rabaçal zum See Loagoa do Vento                                                                     |
| PR 6.4  |         | Levada Velha do Rabaçal                           | Vom Pico Gordo nach Rabaçal                                                                                  |
| PR 6.5  | 3,8 km  | Vereda do Pico Fernandes                          | Von Paul da Serra nach 25 Fontes                                                                             |
| PR 6.6  | 2,3 km  | Vereda do Túnel do Cavalo                         | vom Freizeitareal bei Caldeira nach Rabaçal                                                                  |
| PR 6.7  |         | Vereda da Câmara de carga do Rabaçal              | Von Rabaçal zum Túnel do Cavalo                                                                              |
| PR 6.8  | 1,2 km  | Levada do Paul II - Um caminho para todos         | Ein Weg für alle: behindertengerechter Wanderweg von Rabaçal zur Estrada do Rochão                           |
| PR 7    | 10,3 km | Levada do Moinho                                  | Wanderweg entlang der Levada do Moinho                                                                       |
| PR 8    | 4 km    | Vereda da Ponta de São Lourenço                   | Rundpfad der São Lourenço-Halbinsel                                                                          |
| PR 9    | 6,5 km  | Levada do Caldeirão Verde                         | Wanderweg entlang der Levada do Caldeirão Verde                                                              |
| PR 9.1  |         | Levada do Caldeirão Verde - Um Caminho para todos | Ein Weg für alle: behindertengerechter Wanderweg von Queimadas nach Pico das Pedras                          |
| PR 10   | 11 km   | Levada do Furado                                  | Wanderweg entlang der Levada do Furado                                                                       |
| PR 11   | 1,5 km  | Vereda dos Balcões                                | Pfad von Ribeiro Frio entlang der Levada da Serra do Faial zum Aussichtspunkt Miradouro dos Balcões          |
| PR 12   | 12,5 km | Caminho Real da Encumeada                         | Königlicher Weg des Encumeada-Passes                                                                         |
| PR 13   | 10,8 km | Vereda do Fanal                                   | vom Paul da Serra durch den Lorbeerwald Laurisilva von Madeira bis zur Forststation Posto Florestal do Fanal |
| PR 13.1 |         | Vereda da Palha Carga                             | von Louro da Gota nach 25 Fontes                                                                             |
| PR 14   | 7,2 km  | Levada dos Cedros                                 | Wanderweg entlang der Levada dos Cedros                                                                      |
| PR 15   | 2,7 km  | Vereda da Ribeira da Janela                       | Pfad von Curral Falso nach Ribeira da Janela                                                                 |
| PR 16   | 3,9 km  | Levada Fajã do Rodrigues                          | Wanderweg entlang der Levada Fajã do Rodrigues                                                               |
| PR 17   | 14 km   | Caminho do Pináculo e Folhadal                    | Wanderweg entlang der Levadas da Serra und do Norte durch den Lorbeerwald Laurisilva                         |
| PR 18   | 5,1 km  | Levada do Rei                                     | Wanderweg entlang der Levada do Rei                                                                          |
| PR 19   | 1,8 km  | Caminho Real do Paul do Mar                       | Königlicher Weg von Paul do Mar                                                                              |
| PR 20   | 1,9 km  | Vereda do Jardim do Mar                           | Pfad von Prazeres nach Jardim do Mar                                                                         |
| PR 21   | 3,2 km  | Caminho do Norte                                  | vom Encumeada-Pass nach Ribeira Grande (São Vicente)                                                         |
| PR 22   | 1,9 km  | Vereda do Chão dos Louros                         | Rundweg durch den Waldpark Chão dos Louros                                                                   |
| PR 23   | 1,3 km  | Levada da Azenha                                  | Von Azenha zum Caminho Velho do Castelo                                                                      |
| PR 27   | 4,6 km  | Glaciar de Planalto                               | Von Bica da Cana zur ER 105                                                                                  |
| PR 28   | 10,8 km | Levada da Rocha Vermelha                          | Von Fanal nach Lombo da Atouguia                                                                             |